# Rehhorst
Rehhorst er en by og kommune i det nordlige Tyskland, beliggende i Amt Nordstormarn under Kreis Stormarn. Kreis Stormarn ligger i den sydøstlige del af delstaten Slesvig-Holsten.

## Geografi
Rehhorst ligger omkring 13 km vest for Lübeck og omkring 5 km nord for Reinfeld. Vandløbene Bisnitz og Wohldbek løber gennem kommunen. I kommunen ligger ud over Rehhorst, landsbyerne Willendorf og Pöhls, samt bebyggelserne Hamannsöhlen, Voßkathen og Neukoppel.